# Luis Carrero Blanco

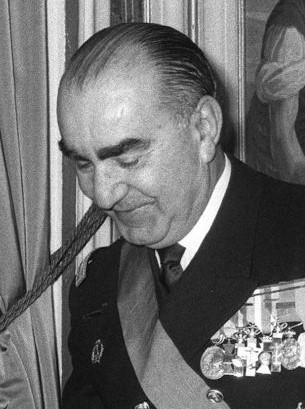
Luis Carrero Blanco (1963)

Luis Carrero Blanco (* 4. März 1904 in Santoña, Kantabrien; † 20. Dezember 1973 in Madrid) war ein spanischer Marineoffizier, zuletzt im Rang eines Admirals, und Politiker. Er galt als Graue Eminenz des Franquismus und rechte Hand von Diktator Francisco Franco. Von diesem wurde er 1973 als Regierungschef vereidigt. Sechs Monate später starb er durch ein Attentat der ETA.

## Militärlaufbahn bis zum Ende des Spanischen Bürgerkriegs
Carrero Blanco trat 1918 in die Escuela Naval Militar de Oficiales, die Seefahrtsschule der Marine, ein und bekleidete seit 1922 einen Offiziersrang. Von 1924 bis 1926 nahm er am Rifkrieg in Marokko teil und spezialisierte sich anschließend auf U-Boote. Seit 1934 lehrte er an der Seefahrtsschule in Madrid. Bei Ausbruch des Spanischen Bürgerkriegs flüchtete er sich aus Furcht vor republikanischen Milizen in die Botschaften von Mexiko und Frankreich. Im Juni 1937 gelang es ihm, von nationalistischen Truppen besetztes Gebiet zu erreichen. Im Krieg war er Kommandant des Zerstörers Huesca und später des U-Bootes General Sanjurjo. Danach stieg er zum Stabschef der Marine auf.

## Politische Positionen im Zweiten Weltkrieg
Im Zweiten Weltkrieg vertrat er die Neutralität Spaniens, im Gegensatz zum falangistischen Außenminister Ramón Serrano Súñer, der einen Kriegseintritt an der Seite der Achsenmächte forderte. Persönlich war Carrero Blanco jedoch ein Bewunderer Nazideutschlands und glaubte 1942 an den Sieg der Nazis. 1941 wurde er Staatssekretär. Während Serrano Súñer 1942 seine Regierungsämter verlor, wurde Carrero Blanco schrittweise zum Vertrauten Francos.
1941 veröffentlichte er das Buch España y el mar (Spanien und das Meer), in dem seine Neigung zu antijüdischen Verschwörungstheorien sichtbar wird: 
„Die Welt ... befindet sich in einem ununterbrochenen Krieg, der im wesentlichen religiöser Natur ist. Es ist der Kampf des Christentums gegen das Judentum. Ein Krieg auf Leben und Tod, wie es unvermeidlich ist in dem Kampf des Guten gegen das Böse, der Wahrheit gegen die Lüge, des Lichtes gegen die Dunkelheit. In diesem jahrhundertealten Kampf hat das Judentum es verstanden, auf Mittel aller Art zurückzugreifen ... das Ziel ist immer dasselbe: alles zerstören, vernichten, herabwürdigen, was die christliche Zivilisation repräsentiert, um auf ihren Ruinen das utopische zionistische Reich des auserwählten Volkes zu errichten.“
Das Buch wurde in mehreren Auflagen gekürzt und erweitert. Die antisemitischen Positionen Carrero Blancos wurden von Franco nicht geteilt. Nur die Auflagen von 1941 und 1942 enthalten diese Textpassage. Im Weltbild Carrero Blancos stand das Judentum als Urheber sowohl hinter der Freimaurerei, als auch hinter dem Kommunismus, die allerdings auch Franco mit Hass betrachtete.

## Politisches Wirken nach dem Zweiten Weltkrieg
1951 wurde Carrero Blanco in das für ihn neu geschaffene Amt des Präsidentschaftsministers berufen. In diesem Amt wirkte er als Koordinator zwischen den verschiedenen Ministerien und Staats- und Regierungschef Franco. Er war daher an allen bedeutenden politischen Entwicklungen unmittelbar beteiligt. Er wirkte an der Zurückdrängung des politischen Einflusses der Falange mit und stieß eine grundlegende Reform des Verwaltungsapparats an. Ende der fünfziger Jahre unterstützte er die Neuorientierung der Wirtschaftspolitik und die bedingte wirtschaftliche Öffnung des Landes nach Europa hin. Er vertrat eine Politik vor allem wirtschaftlicher Modernisierung, der aber durch den Franquismus eindeutige Grenzen gezogen waren. Demokratische und soziale Liberalisierungstendenzen hatten in ihr keinen Raum.
1963 wurde Carrero Blanco zum Vizeadmiral, 1966 zum Admiral befördert. 1967 ernannte ihn Franco zum Vize-Regierungschef. Carrero Blanco übernahm in immer stärkerem Maße Regierungsaufgaben von Franco. Am 11. Juni 1973 wurde er als Nachfolger Francos als Regierungschef vereidigt. Der 80-jährige Franco zog sich offiziell aus dem operativen Regierungsgeschäft zurück und fungierte nur noch als Staatsoberhaupt. Carrero Blanco, der schon zuvor an exponierter Stelle an den Planungen zur Überführung des Regimes in eine Monarchie mit König Juan Carlos I. mitgewirkt hatte, wurde als „starker Mann“ und Garant für politische Kontinuität in Spanien über den Tod Francos hinaus angesehen.

## Das Attentat vom 20. Dezember 1973

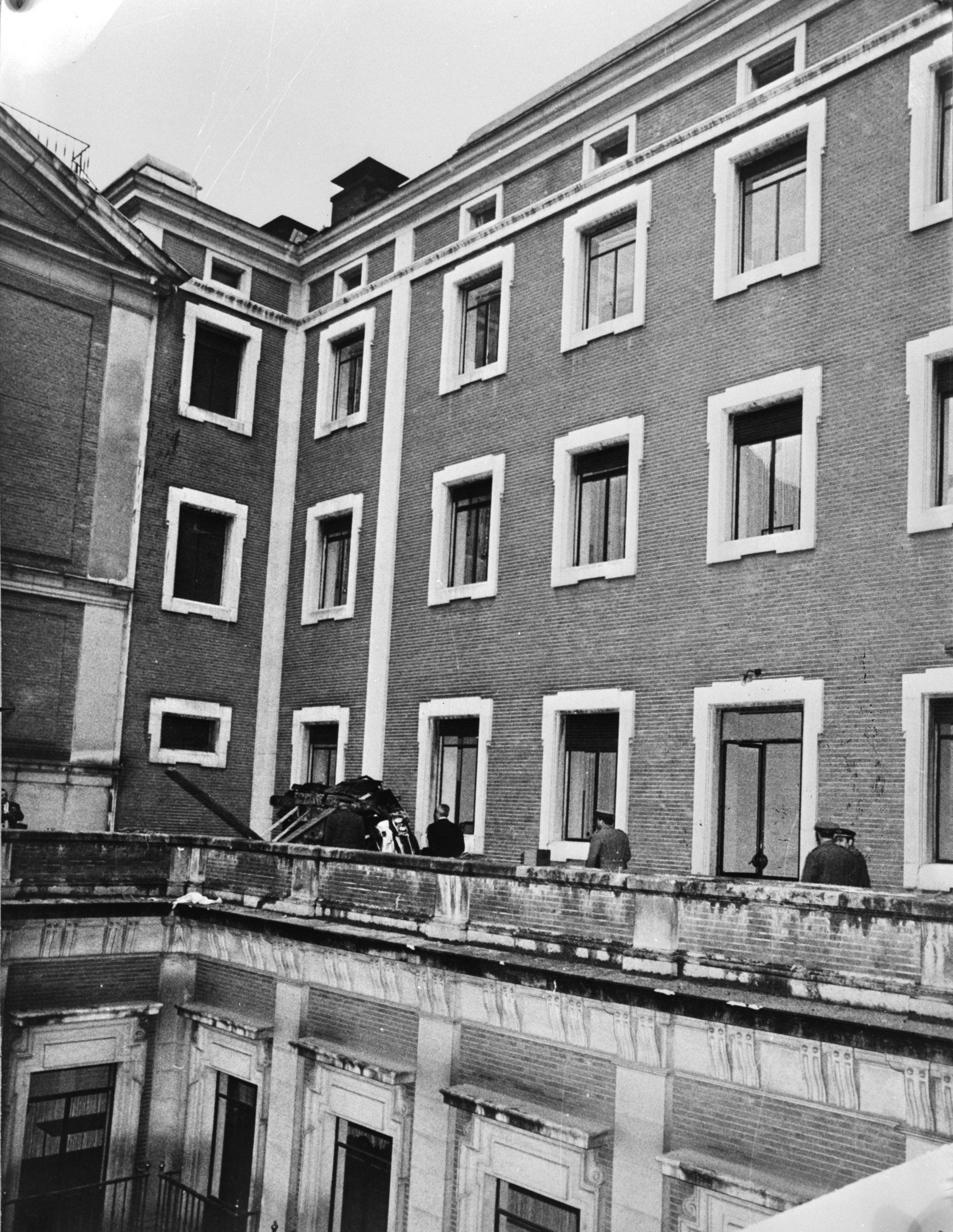
Nach der Explosion landete Carrero Blancos Wagen auf dem rückseitigen Balkon eines fünfstöckigen Hauses.

Tatsächlich aber starb Carrero Blanco knapp zwei Jahre vor Franco: Am 20. Dezember 1973 explodierte in Madrid eine unterirdische Bombe unter seinem nicht gepanzerten Auto. Die Wucht der Explosion war so heftig, dass sein Wagen über das Dach eines fünfstöckigen Hauses neben der Jesuitenkirche San Francisco de Borja geschleudert wurde, bevor er auf einer Terrasse im 2. Stock landete. Carrero Blanco hatte wie üblich in der Kirche die Morgenmesse besucht. Er und sein Leibwächter starben bei der Explosion auf der Stelle, sein Fahrer nach der Einlieferung ins Krankenhaus. Vier weitere Personen wurden verletzt, und der Schaden an Straße, Haus und zahlreichen parkenden Autos war beträchtlich. Das Attentat fand fünfzehn Minuten vor dem Beginn eines Gerichtsverfahrens (bekannt als „Proceso 1001“) gegen zehn inhaftierte Aktivisten der im Untergrund agierenden Gewerkschaft Comisiones Obreras statt.
Vier ETA-Leute des Kommandos Txikia hatten die Claudio-Coello-Straße ausgehend von einem ab dem 10. November gemieteten Keller des Hauses Nr. 104 zwischen dem 7. und dem 17. Dezember T-förmig untertunnelt und noch am Vortag verkabelt. Ein leeres Auto wurde so geparkt, dass es die Durchfahrt von Carrero Blancos Limousine verlangsamte. Die baskisch-separatistische terroristische Vereinigung ETA bekannte sich in mehreren Kommuniqués zum Attentat (der von ihnen so genannten „Operación Ogro“ – el ogro, deutsch der Menschenfresser, war Carrero Blancos Spitzname unter den Separatisten gewesen). Die ETA nannte den Mord einen Akt der Selbstverteidigung des baskischen Volkes gegen seine jahrzehntelange Unterdrückung durch den Franquismus. Man habe mit dem Attentat die Auseinandersetzung zwischen Hardlinern – wie Carrero Blanco – und reformbereiten Kräften innerhalb der franquistischen Führung vorantreiben wollen. Postum wurde Carrero Blanco 1973 zum Duque (Herzog) ernannt, den Titel erbte sein Sohn Luis (* 1930).

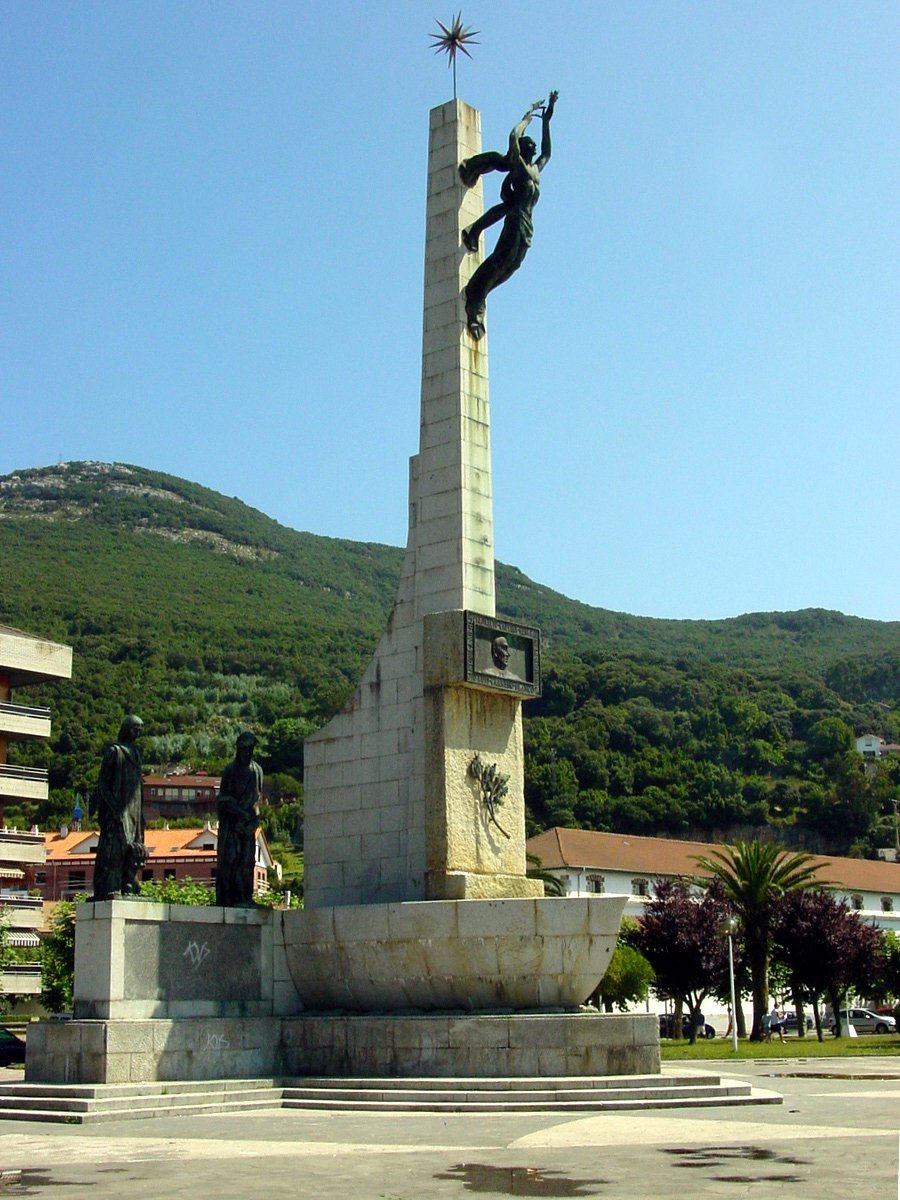
Carrero-Blanco-Denkmal in Santoña

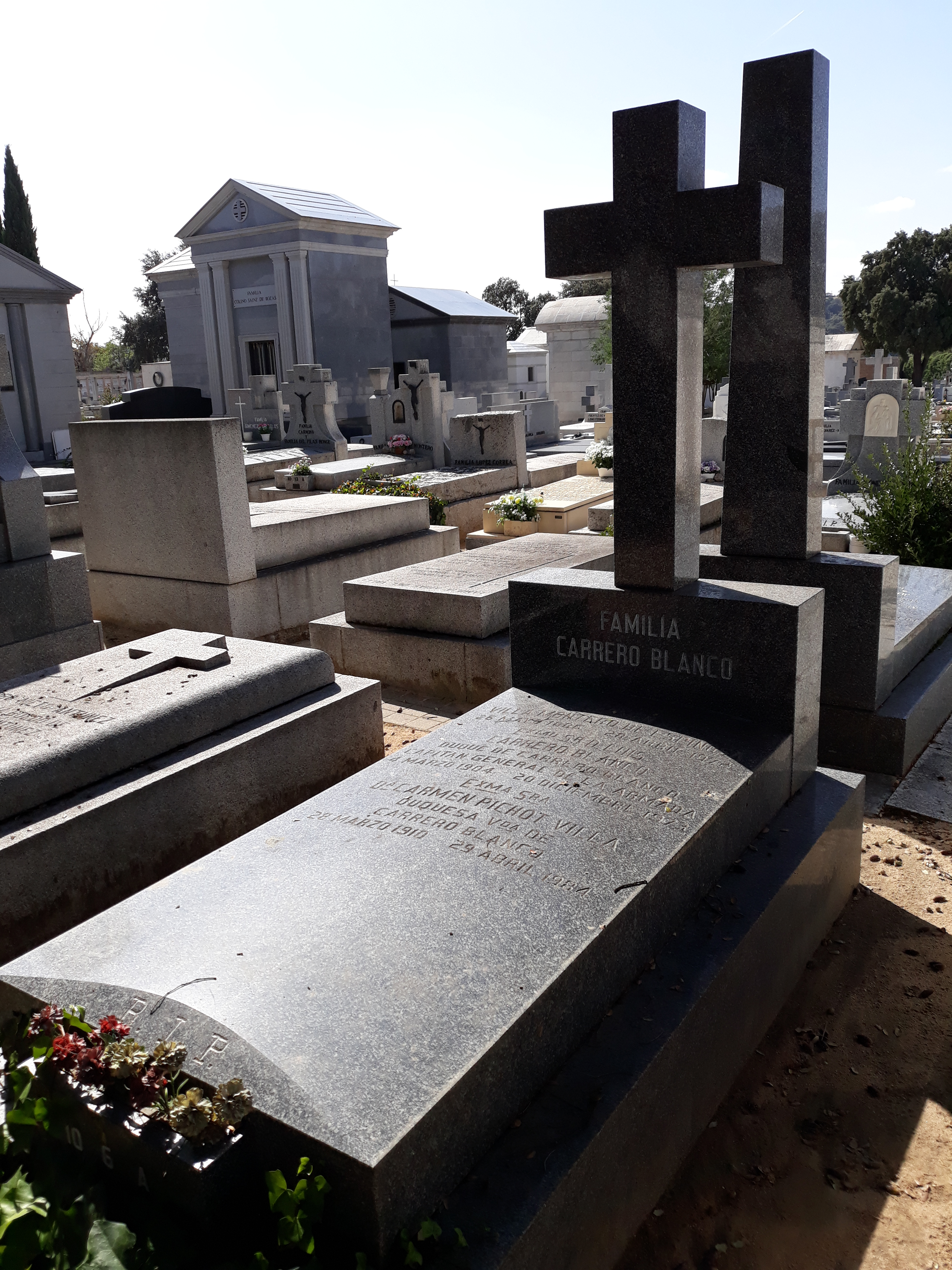
Familiengrab Luis Carrero Blanco mit Ehefrau Carmen Pichot Villa auf dem Mingorrubio-Friedhof in Madrid.